# Cầu nghiêng

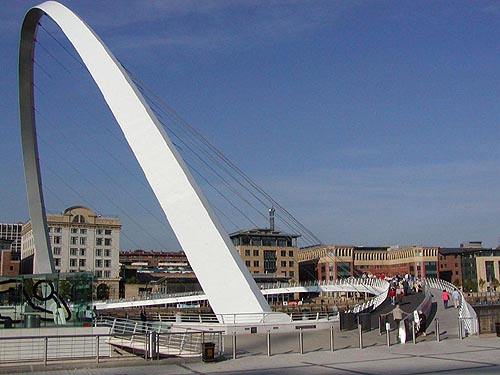
Cầu Gateshead Millennium lúc bình thường

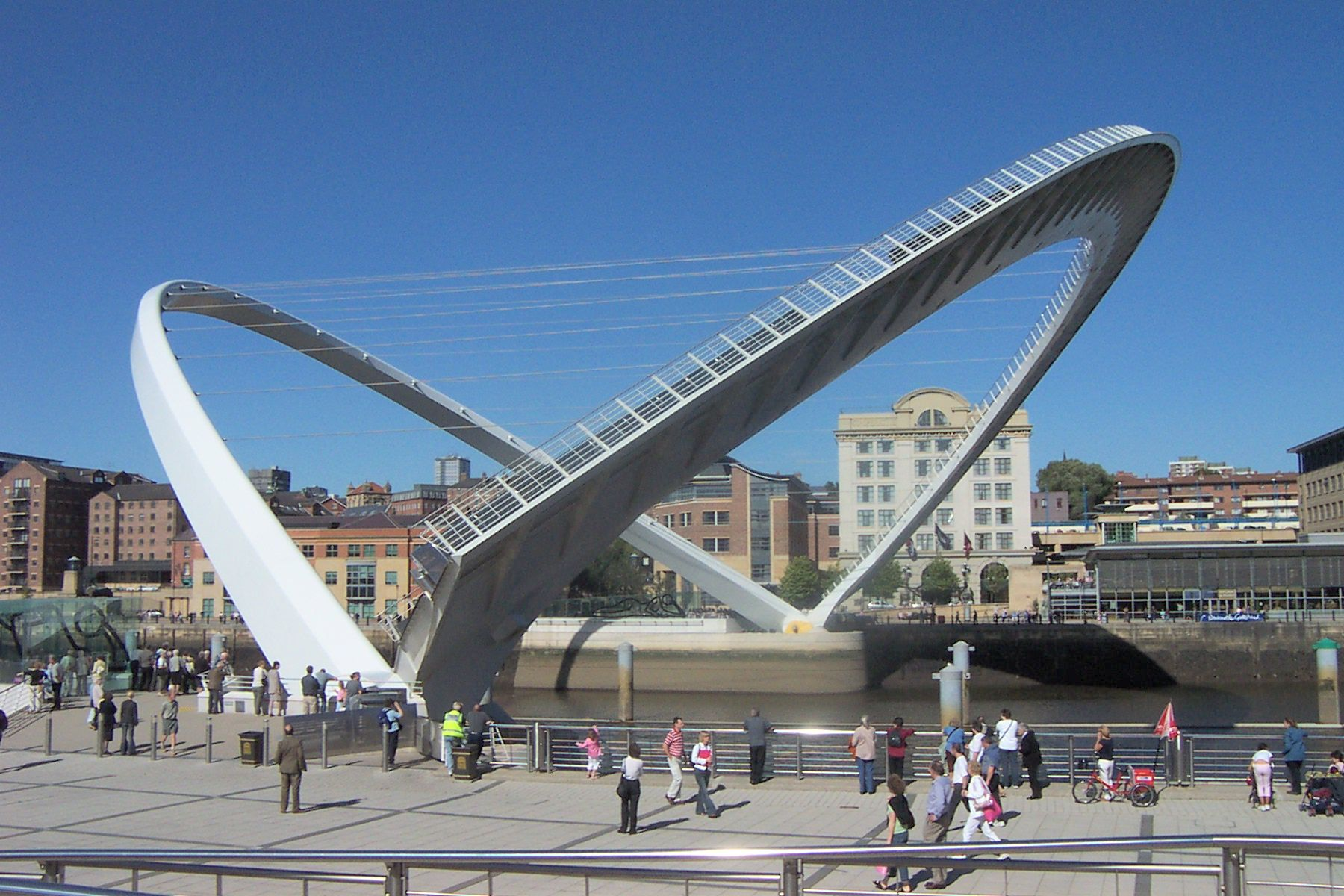
Cầu Millennium mở cho phương tiện đường thủy

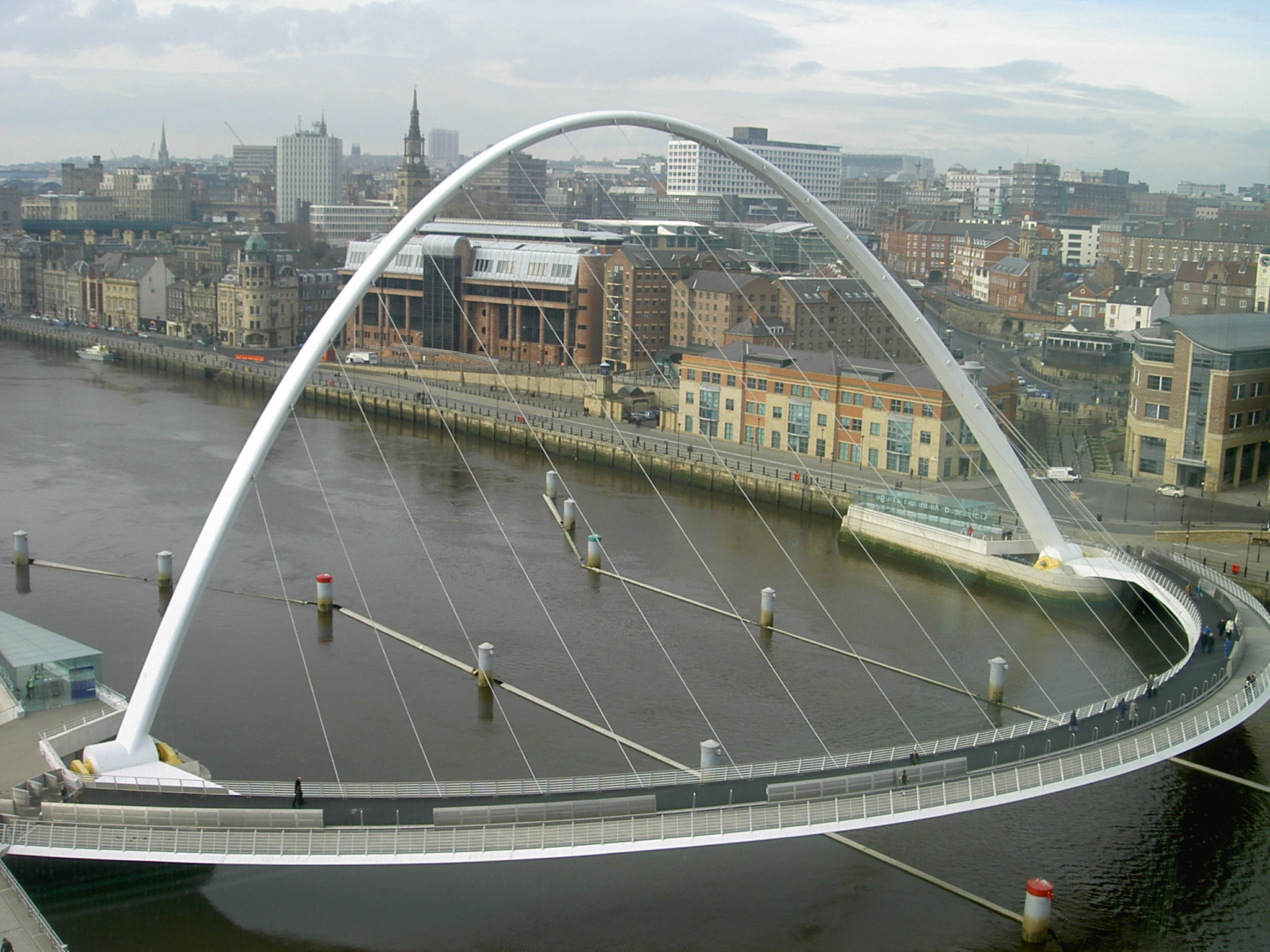
Cầu Gateshead Millennium lúc bình thường

Cầu nghiêng (tiếng Anh: Tilt bridge) là một loại cầu di động xoay quanh điểm cố định thay vì nâng lên hoặc uốn cong như cầu kéo. Cầu nghiêng Gateshead Millennium bắc qua sông Tyne nằm giữa Gateshead tại bờ Nam và Newcastle upon Tyne, Anh, phía bờ Bắc là cầu đi bộ với hai phanh thủy lực lớn mỗi bên giúp cây cầu nghiêng về một bên cho tàu thuyền nhỏ đi qua.
Phần đường bộ và xe đạp là một đường cong theo phương ngang, phần giá treo cong theo hình dạng parabol theo phương thẳng đứng. Để nâng cây cầu lên, toàn bộ thân cầu phải xoay như một khối. Khi phần giá treo thấp xuống, phần đường bộ sẽ được nâng lên tạo ra đối trọng với nhau để giảm thiểu năng lượng cần thiết. Kết quả sau khi phần thân cầu được kéo lên người ta thường gọi nó là "cầu chớp mắt" hay "cầu nháy mắt, do hình dạng của nó giống ánh mắt đang nháy lơ lửng trên dòng sông.
Hai cây cầu nghiêng hơn còn được biết đến ở Bỉ, cả hai được xây dựng vào năm 2011: the Scheepsdalebrug (Scheepsdalebridge) ở Brugge và Sint-Annabrug bắc qua sông Dender tại Aalst. Trước đây họ kết hợp cầu nâng lăn và cầu nghiêng: cây cầu được gắn trên hai cánh tay lăn dọc theo bánh răng, nằm song song với mặt đường, nâng nhịp cầu lên nhằm tạo khoảng không cho tàu thuyền đi qua. 

Cách hoạt động của cầu nghiêng

## Hình ảnh

Một số hình ảnh về cầu nghiêng
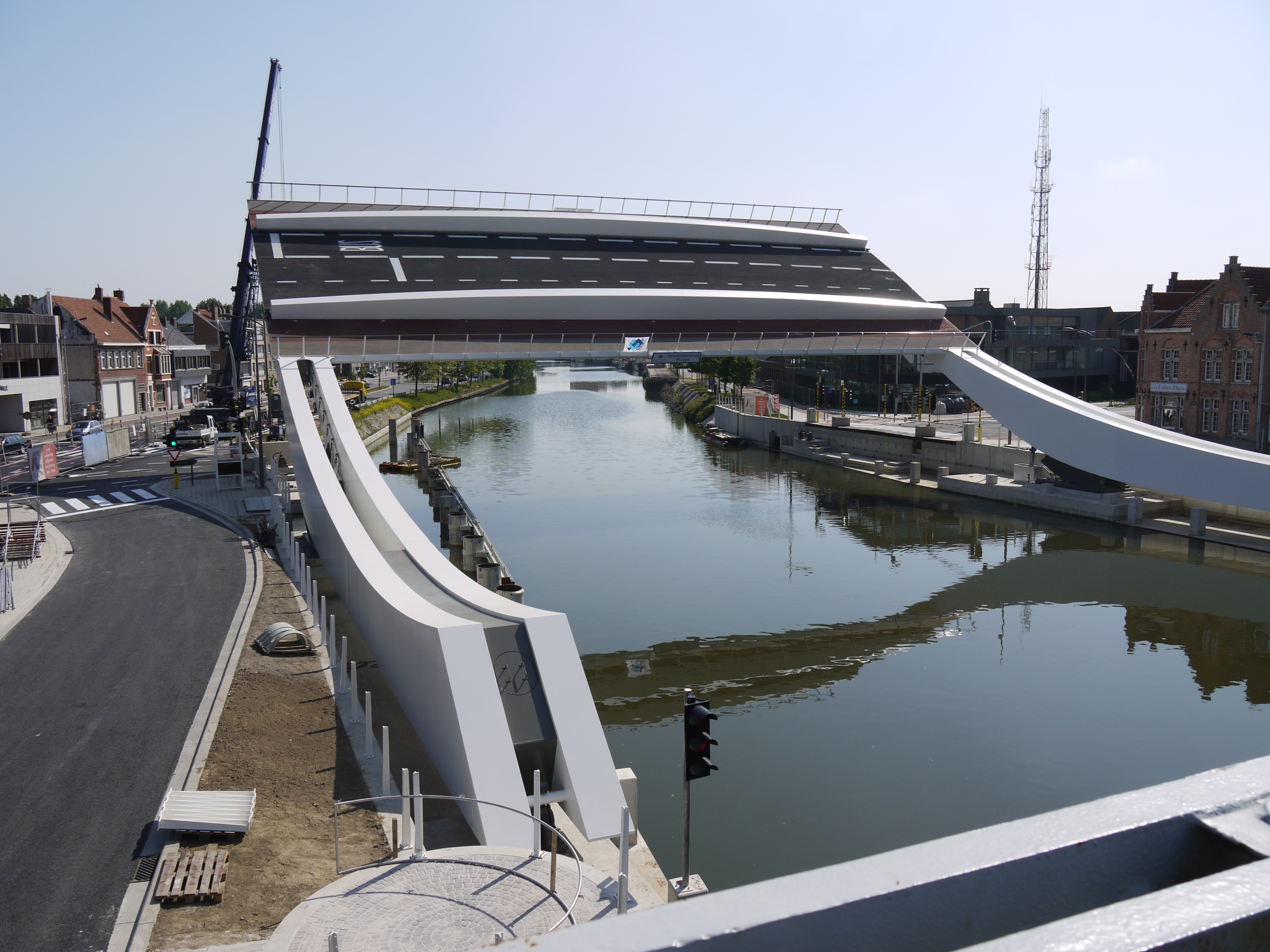
Scheepsdalebrug đang trong tình trạng nâng lên
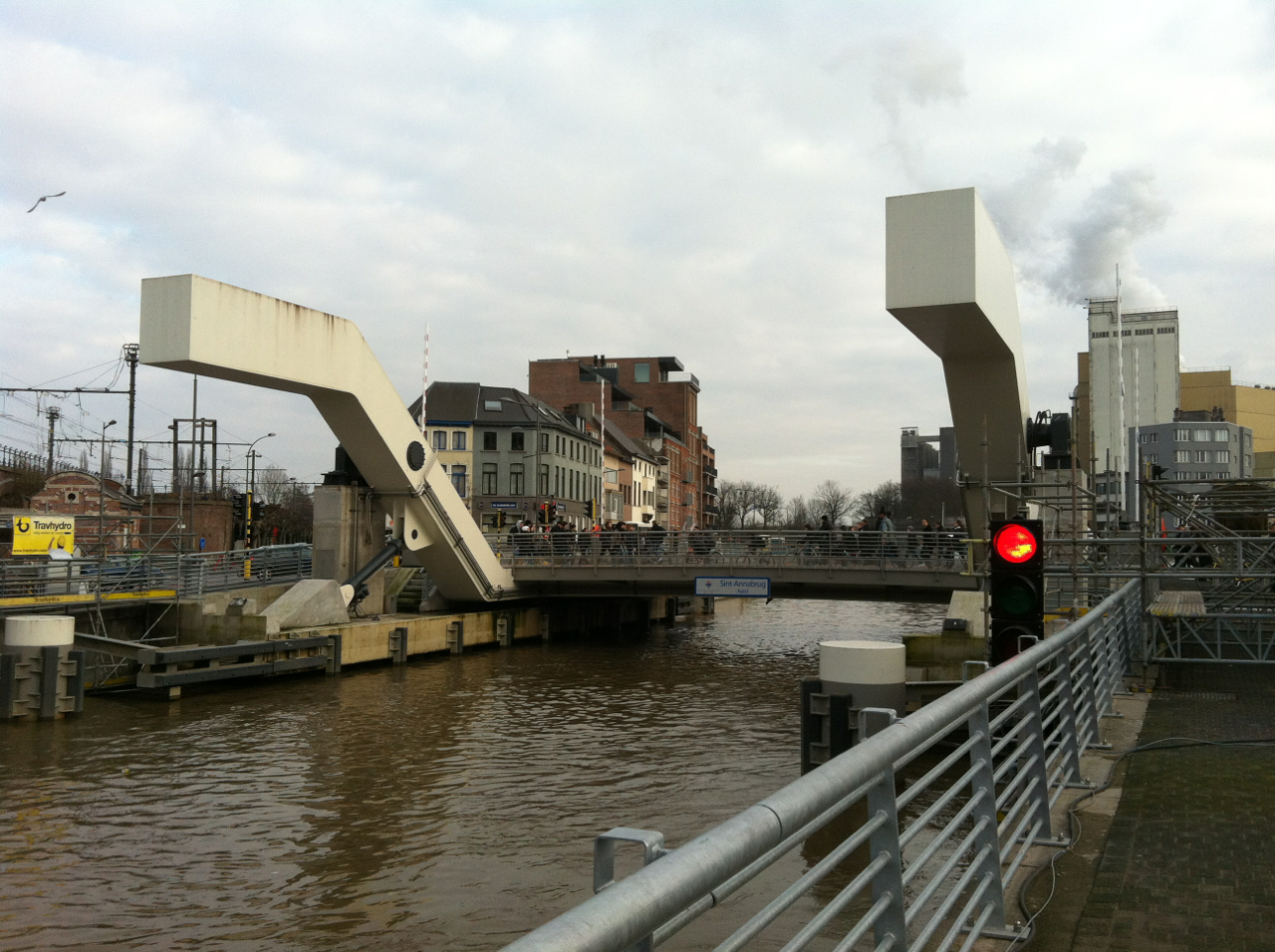
Sint-Annabrug ở Aalst, Bỉ
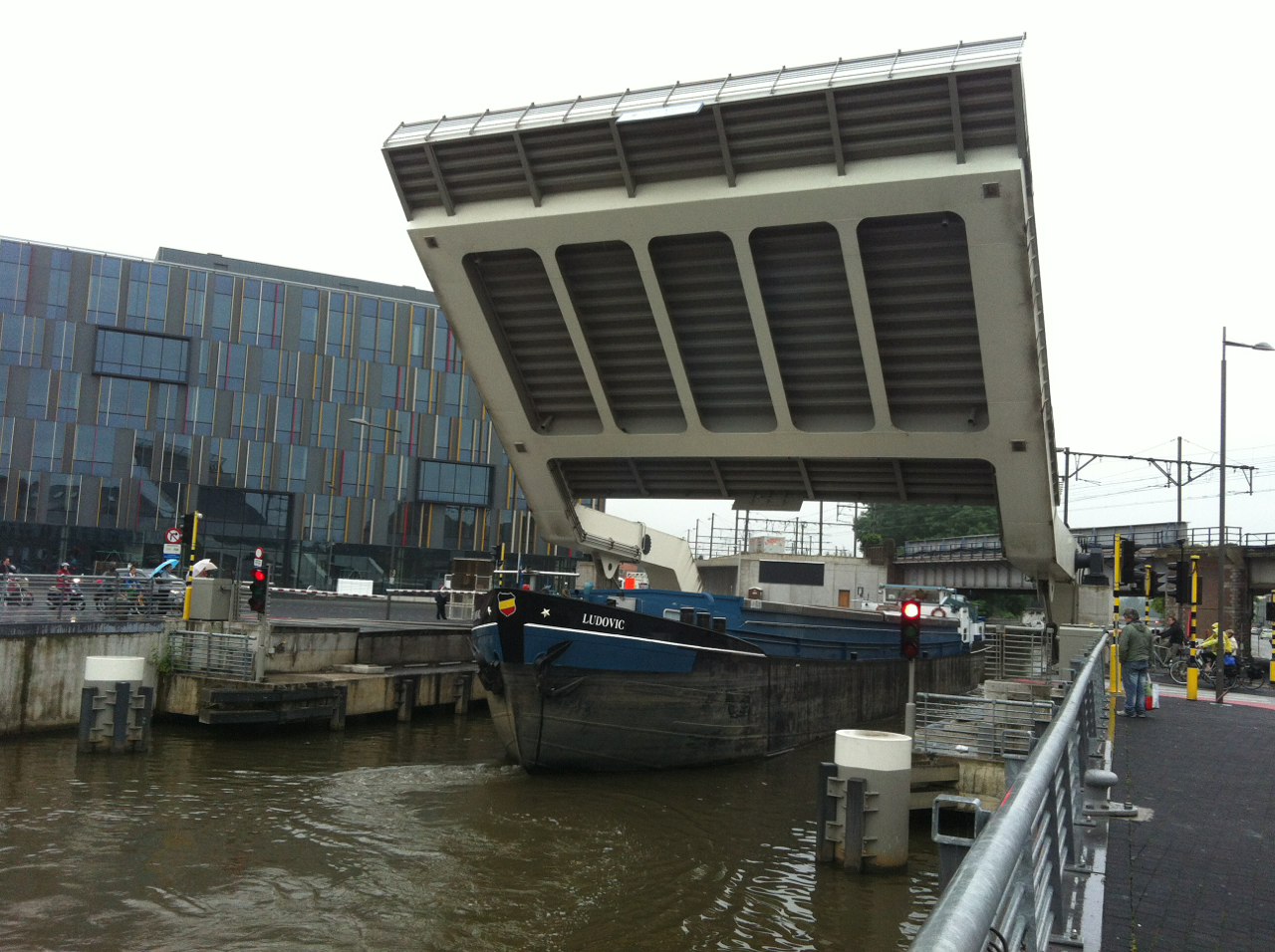
Sint-Annabrug nâng lên cho tàu thuyền đi qua
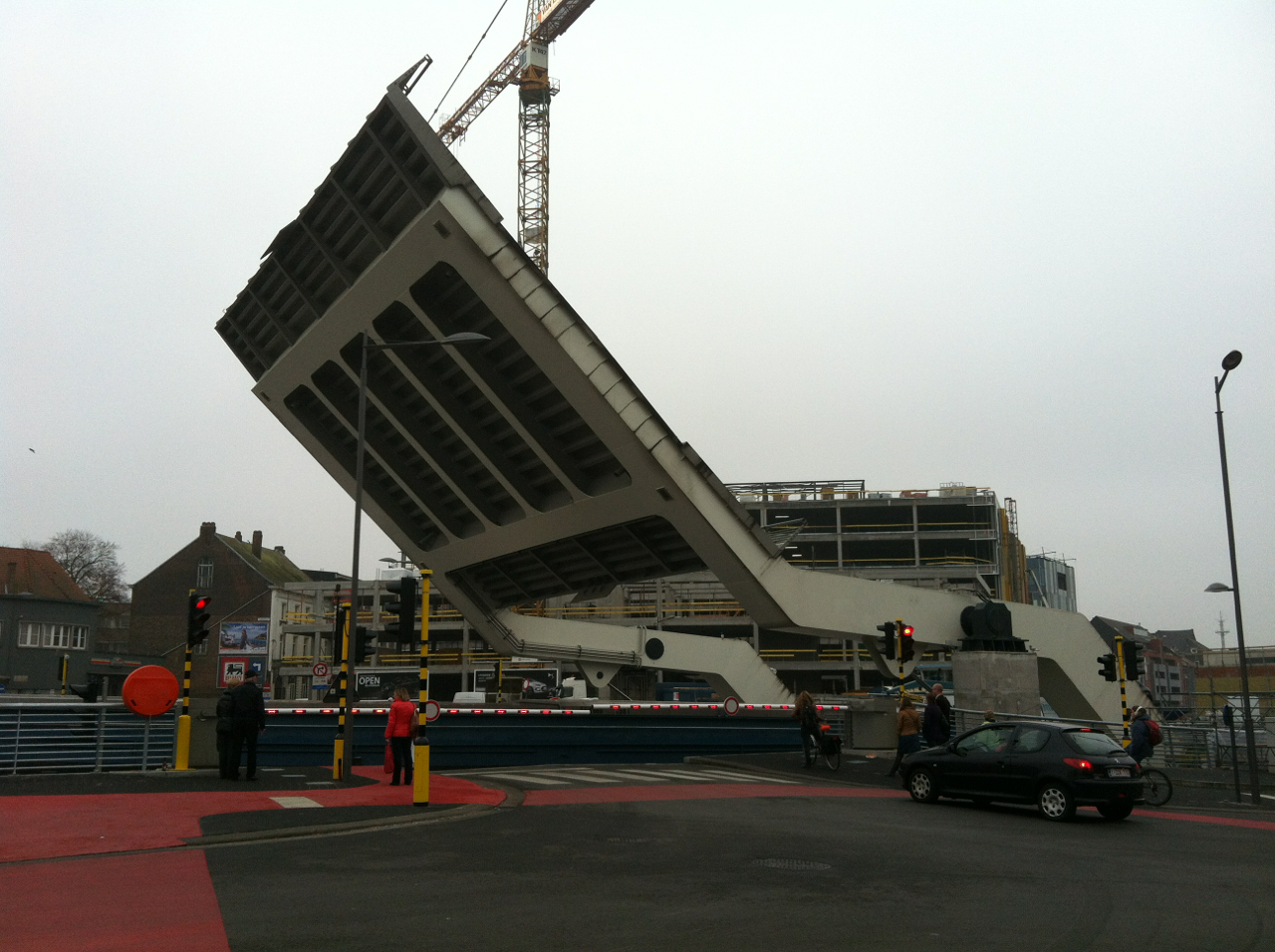
Toàn cảnh Sint-Annabrug đang nâng lên